# Śledziowa Huta
Śledziowa Huta (kaszb. Sledzewô Hëta, niem. Heringshütte) – wieś kaszubska w Polsce położona w województwie pomorskim, w powiecie kościerskim, w gminie Nowa Karczma. Wieś jest częścią składową sołectwa Rekownica.
W latach 1975–1998 miejscowość administracyjnie należała do województwa gdańskiego.